# Bliss Gate
Bliss Gate – wieś w Anglii, w hrabstwie Worcestershire, w dystrykcie Wyre Forest. Leży 21 km na północny zachód od miasta Worcester i 181 km na północny zachód od Londynu.